# Foucaucourt-Hors-Nesle
Foucaucourt-Hors-Nesle (picardisch: Foucaucourt-Hors-Nèle) ist eine nordfranzösische Gemeinde mit 79 Einwohnern (Stand 1. Januar 2022) im Département Somme in der Region Hauts-de-France. Die Gemeinde liegt im Arrondissement Amiens (seit 2009) und ist Teil der Communauté de communes Somme Sud-Ouest und des Kantons Poix-de-Picardie.

## Geographie
Die Gemeinde liegt rund 4,5 Kilometer südwestlich von Oisemont; das Gemeindegebiet wird im Osten von der Départementsstraße D25 von Oisemont nach Senarpont begrenzt. Die Départementsstraße D110 durchquert das nördliche Gemeindegebiet.

## Einwohner
| 1962 | 1968 | 1975 | 1982 | 1990 | 1999 | 2006 | 2011 |
| ---- | ---- | ---- | ---- | ---- | ---- | ---- | ---- |
| 83   | 82   | 80   | 77   | 81   | 68   | 73   | 69   |

## Sehenswürdigkeiten
- Schloss Foucaucourt am Südrand der Bebauung, seit 2002 als Monument historique eingetragen (Base Mérimée PA80000033)[1]